# Escalerosia torressalai
Escalerosia torressalai es una especie de coleóptero de la familia Aderidae.

## Distribución geográfica
Habita en Bioko (Fernando Póo)  (Guinea Ecuatorial).